# José Aceituno
José Florindo Aceituno Fernandes (ur. 4 stycznia 1937 w Valparaíso, zm. 16 maja 2002) – chilijski lekkoatleta, długodystansowiec.
Podczas igrzysk olimpijskich w Rzymie (1960) nie ukończył biegu eliminacyjnego na 5000 metrów.